# Кораблёв, Олег Игоревич
Олег Игоревич Кораблёв (род. 15 мая 1962 года) — российский физик, специалист в области космического приборостроения и исследований планет, член-корреспондент РАН (2016).

## Биография
Родился 15 мая 1962 года.
В 2003 году — защитил докторскую диссертацию, тема: «Новые методы спектроскопических исследований планетных атмосфер с космических аппаратов».
Заведующий отделом физики планет Института космических исследований РАН.
В 2016 году — избран членом-корреспондентом РАН.

## Научная деятельность
Специалист в области космического приборостроения и исследований планет.
Автор и соавтор более 130 научных работ.
Основные научные результаты получены в исследованиях Марса и Венеры: космические проекты «Фобос», «Марс-экспресс» и «Венера-экспресс», при конструировании которых использовались созданные им и под его руководством спектрометры оптического диапазона исследовавшие гидрологический и пылевой циклы Марса, его поверхность, состав и структуру атмосферы Венеры, измеряли отношения изотопов, открыли ряд новых атмосферных составляющих и свечений.
Под его руководством проводятся эксперименты на космических аппаратах TGO (миссия «ЭкзоМарс-2016»), «Марс-Экспресс», готовятся эксперименты в рамках проектов «ЭкзоМарс-2020», «Бепи Коломбо», «Геофизика», лунной программы и программы исследований на Российском сегменте МКС.
Ведет преподавательскую работу в МФТИ и на физическом факультете МГУ.

### Научно-организационная деятельность
- председатель секции «Планеты и малые тела Солнечной системы» Совета РАН по космосу;
- член редколлегии журнала «Астрономический вестник»;
- председатель комиссии по планетным атмосферам секции метеорологии Национального геофизического комитета;
- член Ученого совета ИКИ РАН.
- председатель комиссии (космические исследования системы Земля-Луна, планет и малых тел Солнечной системы) КОСПАР;
- член-корреспондент Международной академии астронавтики (IAA);
- член комитета по космическим наукам Европейского научного фонда (ESSC-ESF).

## Семья
Жена: Галина Юрьевна Асеева (1960 г.р.) — преподаватель физики.
Дети: Екатерина (1984 г.р.), Мария (2001 г.р.).

## Награды
- Медаль имени Я. Б. Зельдовича (совместная награда Международного комитета по исследованию космического пространства и РАН)
- Премия Союзного государства в области науки и техники 2021 года (2022) — за разработку и создание высокоэффективных систем электромагнитной защиты, нового поколения датчиков потоков космического излучения для космических приборов с улучшенными эксплуатационными характеристиками[4].
- Медаль ордена «За заслуги перед Отечеством» II степени (5 февраля 2024 года) — за большой вклад в развитие отечественной науки, многолетнюю плодотворную деятельность и в связи с 300-летием со дня основания Российской академии наук[5].